# 埃斯彼尔
埃斯彼尔，是西班牙安达卢西亚自治区科尔多瓦省的一个市镇。总面积437平方公里，总人口2478人（2001年），人口密度6人/平方公里。